# Jelek (keresztnév)
A Jelek régi magyar személynévből származó férfinév. A név török eredetű, az elig méltóságnévből származik; jelentése uralkodó, kormányzó, király.

## Rokon nevek
Ellák, Üllő

## Gyakorisága
Az 1990-es években szórványos név, a 2000-es években nem szerepel a 100 leggyakoribb férfinév között.

## Névnapok
- március 31.[2]
- április 7.[2]

## Híres Jelekek
- Árpád fejedelem egyik fia